# Domingo Goicuría
Domingo Agripino de Goicuria y Cabrera (La Habana 21 de junio de 1801 - Ibídem, 7 de mayo de 1870) fue un ingeniero y militar cubano reconocido como uno de los primeros luchadores por la Independencia de Cuba del Colonialismo español.

## Reseña biográfica
Goicuria pertenecía a una familia pudiente originaria de Vizcaya dueña de plantaciones de azúcar. A la edad de 7 años se lo envía al colegio en España primero en Bilbao y luego en La Coruña. Posteriormente recibe educación en Gran Bretaña, Francia y Estados Unidos. 

### Abolicionista en Cuba
A su regreso a Cuba se adhiere al incipiente movimiento de insurrección cubano que se oponía a la Corona de España, como también a la causa abolicionista en favor de la libertad de los esclavos negros. 
Sobre este tema en 1844 propone al gobierno colonial traer colonizadores blancos, para así disminuir la necesidad de traer esclavos negros, en Asturias y Galicia logra juntar un contingente de 2000 artesanos y labradores que envía hacia Cuba.
En favor del movimiento en pro de la independencia recolecta en Cuba 19 000 pesos que envía a Nueva York, en apoyo a Narciso López para equipar el buque "Creole". En este buque un grupo de 610 hombres, parte desde Nueva Orleans, y desembarca en Cárdenas en Cuba el 19 de mayo de 1851. Allí se enfrentaron a las tropas españolas, siendo derrotados y Narciso López es ejecutado en septiembre de 1851; Goicuria es apresado y es deportado a Sevilla. 
En 1854 se prepara otro intento, para el cual Goicuría se encargó de la compra de armas y municiones, el desembarco se realizó en Pinto y nuevamente la fuerza de ataque fue rechazada.

### En la guerra nacional de Nicaragua
Se exilia en Estados Unidos, siendo creyente en las ideas anexionistas de Narciso López (promotor de la anexión de Cuba a los Estados esclavistas del sur de Estados Unidos) y con la promesa de apoyo a la causa independentista de Cuba, comienza una estrecha colaboración con el filibustero William Walker con el fin de conquistar Nicaragua y luego Centroamérica. Como expresa el historiador Armando Vargas Araya en su libro "El lado oculto del Presidente Mora: resonancias de la guerra patria contra el filibusterismo de los Estados Unidos 1850-1860" publicado en 2007:
"Goicuría fue el segundo jefe militar de la llamada "Falange Americana". Ensangrentó Chontales en dos veces malhadadas excursiones punitivas, recomendó separar de Roma a la Iglesia nicaragüense, suya fue la idea de elegir Presidente de Nicaragua al cabecilla invasor con esta argucia: “Como en todas las repúblicas hispanoamericanas, una espada es la que debe mandar aquí”. En la ceremonia de toma de posesión de la Presidencia, el 12 de julio de 1856 – ondearon juntas las banderas de Nicaragua, Estados Unidos, Francia y el pabellón de “la Estrella Solitaria de Cuba”."

### En la guerra de los Diez años
Cuando la Guerra de los Diez Años alcanza su fase más virulenta, Goicuría establece relaciones con la República de Cuba en Armas, cuyo Presidente es Carlos Manuel de Céspedes, siendo Manuel de Quesada, el general en jefe de las fuerzas revolucionarias. Céspedes le encarga a Goicuría que consiga apoyo y ayuda de México. 

### Patriota en la muerte
Pero en 1870, cuando se disponía a embarcar, el general español Antonio Caballero lo captura en cayo Guajaba, en el archipiélago de Camagüey. Goicuria es trasladado a La Habana donde es juzgado y condenado a muerte por traición. La sentencia llevada a cabo mediante el Garrote vil se ejecutó en el Castillo del Príncipe de La Habana. Tenía al morir 69 años de edad.